# Ioan Josu
Ioan Josu (în rusă Ива́н Ива́нович Жо́сул; n. 27 martie 1927, Vășcăuți, raionul Nistru, Cernăuți, Ucraina – d. 31 ianuarie 1980, Chișinău, RSS Moldovenească, URSS) a fost un jurnalist și om de stat sovietic moldovean.

## Biografie
Ioan Josu s-a născut într-o familie de țărani români din județul Hotin. În 1944 a devenit profesor la o școală din satul Grimăncăuți, Briceni. Din 1945 a început activitatea jurnalistică, lucrând pentru ziarele Făclia Roșie din Lipcani și Țăranul Sovietic din Chișinău. În 1952 a devenit redactor-șef al ziarului Tinerimea Moldovei și, în 1958, a fost fondatorul și primul redactor-șef al ziarului Chișinău. Gazeta de seară. În perioada 1971–1975 a condus din nou redacția acestui ziar. În 1974 a organizat unul dintre cele mai populare turnee de fotbal din RSS Moldovenească.
În perioada 1967–1971 a fost șeful biroului de corespondență al Televiziunii și Radioului Sovietic în România. De asemenea, a fost redactor responsabil al revistei satirice Chipăruș și a condus filiala moldovenească a Agenției de Presă „Novosti” din 1975. A fost ales membru al Comitetului Municipal Chișinău al Partidului Comunist, deputat al Consiliului Municipal Chișinău, și membru al Comitetului Central al Uniunii Jurnaliștilor din RSS Moldovenească.
A decedat pe 31 ianuarie 1980 și a fost înmormântat la cimitirul central din Chișinău.

## Familie
Soția sa a fost scriitoarea Argentina Cupcea-Josu, iar fiul său, Victor Josu, este jurnalist și politolog.

## Premii
A fost distins cu Ordinul „Insigna de Onoare”.